# Aleksander Polaczek
Aleksander Polaczek (ur. 9 sierpnia 1980 w Opolu) – niemiecki hokeista pochodzenia polskiego, reprezentant Niemiec.

## Kariera
- EC Atlantis Ulm/Neu-Ulm (1999–2000)
- EHC Bayreuth (2000–2001)
- REV Bremerhaven (2001–2003)
- ERC Ingolstadt (2003–2005)
- Nürnberg Ice Tigers (2005–2009)
- Frankfurt Lions (2009–2010)
- Hamburg Freezers (2010–2012)
- Grizzly Adams Wolfsburg (2012–2015)
- Augsburger Panther (2015-2018)

W 2008 został zawieszony na trzy miesiące przez Niemiecką Agencję Antydopingową.
Od kwietnia 2012 zawodnik Grizzly Adams Wolfsburg. W marcu 2014 przedłużył kontrakt o rok. Od kwietnia 2015 zawodnik Augsburger Panther. W marcu 2018 ogłosił zakończenie kariery.
Uczestniczył w turnieju mistrzostw świata w 2007.